# Wodłoziero
Wodłoziero (ros. Водлoзеро, karelskie Vodlajärvi) – jezioro w północno-zachodniej Rosji, w południowo-wschodniej części należącej do tego państwa Republiki Karelii, w rejonie pudożskim. Jezioro leży na wysokości 136 m n.p.m., ma powierzchnię 322 km². Największa długość to 36,2 km, zaś największa szerokość - 15,9 km, a średnia głębokość - 4 m.
Na jeziorze znajdują się 196 wysp.
Jezioro Wodłoziero jest wykorzystywane do połowu ryb.
Z jeziora Wodłoziero wypływa rzeka Wodła, wpadająca do jeziora Onega.
Zamarznięte od początku listopada do początku maja.